# 2차 콜레라 범유행

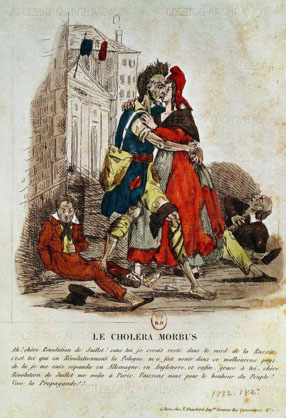
콜레라에 대한 1830년대 프랑스 만평

2차 콜레라 범유행(영어: The second cholera pandemic)은 아시아 콜레라 전염병이라고도 부른다. 1826년부터 1837년까지 유행이 번졌으며, 인도에서 서아시아 전역, 유럽, 영국, 아메리카, 중국, 일본에 이르는 콜레라 전염병이었다. 콜레라는 19세기의 다른 전염병보다 더 빠르게 많은 사망자를 만들어 냈다. 의료계는 콜레라가 사람에게만 전파되는 질병으로 이해하고 있다. 사람들이 여행하면서 많은 전파 경로를 가진다. 따뜻한 대변으로 오염된 강물과 오염된 음식에 의해 주로 전파된다.

## 2차 콜레라 범유행 역사

### 1차 확산 - 아시아
역사가들은 1차 콜레라 범유행의 병원균이 인도네시아와 필리핀에 남아 있었을 것이라 추측한다. 동인도에서의 콜레라 전염병의 전파에 대하여는 알려진 바가 거의 없지만, 많은 사람들이 이 전염병이 콜레라가 인도의 갠지스 델타를 따라 발병하면서 시작되었다고 생각한다. 그곳에서 이 질병은 인도 대부분에 무역로를 따라 확산되었다. 1828년에 이 질병은 중국으로 퍼져 나갔다. 콜레라는 1826년과 1835년에 중국과 1831년에 일본에서 보고 되었다. 1829년에 이란은 아프가니스탄으로부터 전파되었을 것으로 보고 있다.

### 2차 확산 - 러시아
콜레라는 1829년 우랄산맥의 남쪽에 상륙했다. 1829년 8월 26일 첫번째 콜레라 발병이 기록되어 있고, 이어서 부울루마(11월 7일), 부구루슬란(12월 5일), 멘셀린스크(1830년 1월 2일), 벨레예프스크(1월 6일)의 기록이 있다. 오렌부르크 지방에서 865명의 사망을 포함해서, 3,500건의 확진이 난 1830년 2월까지 기록이 있다.
2차 콜레라 범유행은 러시아를 통해 유럽으로 확산되어 수십만의 생명을 앗아갔다. 1830년 8월 모스크바 침공기간 동안 확산되었다. 1831년까지 전염병은 러시아 주요 도시에 확산되었다. 러시아 군인들은 1831년 2월 폴란드에 이 병을 전파하게 되었다. 러시아에서만 콜레라 250,000건과 100,000명의 사망이 보고 되었다.

### 3차 확산 - 유럽, 아메리카

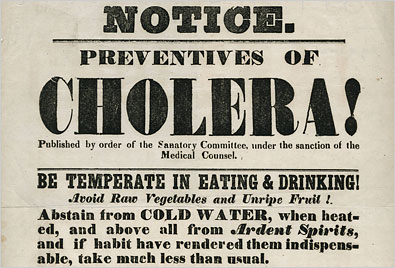
1832년 뉴욕에 공지된 콜레라 주의 벽보.

콜레라 전염병은 1831년 5월 16일과 8월 20일 사이에 1830 ~ 31년 폴란드-러시아 전쟁 동안 바르샤바를 강타했다. 4,734명이 전염되었고, 2,524명이 사망했다. 콜레라 전염병은 러시아 군인들에 의해 폴란드와 동프로이센으로 옮겨졌다. 프로이센 당국은 러시아 수송을 위해 존재했던 국경을 폐쇄했다. "콜레라 폭동"은 러시아의 차르 정부가 취한 콜레라 대응 조치에 의해 발생했다.
1831년 초 러시아에서 전염병 확산이 빈번하게 보고되면서 영국 정부는 러시아에서 영국으로 향하는 모든 선박에 대한 검역 명령을 내렸다. 늦여름까지 질병이 영국으로 더 퍼질 가능성이 있기에, 병리학 이론에 따라서 감염 매개체가 될 수 있는 천, 밧줄, 종이 같은 것을 태워서 예방하는 명령을 내렸다.
전염병은 1831년 12월 영국에 도착하여 선덜랜드에서 출현했으며, 발트해에서 배를 타고 옮겨졌다. 게이츠헤드와 뉴캐슬에도 전염병이 등장했다. 런던에서 이 질병은 6,535명의 희생자를 냈으며, 65만 인구의 파리에서만도 약 20,000명이 사망했으며, 프랑스 전역에서 약 10만명이 사망했다. 1832년에 캐나다 퀘벡과 노바스코샤에서도 발병이 보고되었다. 미국의 디트로이트와 뉴욕시에서도 발병이 시작되었다. 이 범유행은 1848년 영국의 공중보건법 제정을 이끌었다.
1832년 중반, 57명의 아일랜드 이민자들이 필라델피아 서쪽으로 30마일 더 떨어진 더피 컷이라는 철도를 따라 발병한 콜레라로 사망했다.

## 원인
두 번의 대유행 동안 과학계는 콜레라를 다각도로 분석했다. 프랑스에서는 의사들이 콜레라가 특정 지역 사회의 빈곤이나 열악한 환경과 관련이 있다고 생각했다. 러시아인들은 이 질병이 전염성이 있다고 믿었지만, 의사들은 어떻게 전염되는지를 이해하지 못했다. 미국은 콜레라가 최근 이민자들, 특히 아일랜드 인들에 의해 생겨 났다고 믿었으며, 역학자들은 그들이 영국 항구에서 질병을 앓고 있다는 것을 알고 있다. 마지막으로 영국인은 이 질병이 신의 개입으로 생길 수 있다고 생각했다.

## 같이 보기
- 1차 콜레라 범유행
- 3차 콜레라 범유행
- 4차 콜레라 범유행
- 5차 콜레라 범유행
- 6차 콜레라 범유행
- 7차 콜레라 범유행
- 범유행
- 콜레라
- 콜레라 폭동